# فيلي مارتن
فيلي مارتن (بالإنجليزية: Willie Martin)‏ هو لاعب كرة قدم كندية أمريكي، ولد في 27 أبريل 1951 في ألكسندر سيتي في الولايات المتحدة.